# 中部非洲经济与货币共同体
中部非洲经济与货币共同体（法語：Communauté économique et monétaire de l'Afrique centrale），是中部非洲国家的经济货币地区组织。

## 简介
1994年3月16日，中部非洲关税和经济联盟的6个成员国元首在乍得首都恩贾梅纳签署创建中部非洲经济与货币共同体的条约。1998年2月5日，中部非洲关税和经济联盟第33次首脑会议决定正式成立中部非洲经济与货币共同体。
1999年6月25日，中部非洲国家经济与货币共同体第一次首脑会议通过了《马拉博宣言》和共同体章程，中部非洲经济与货币共同体成立，取代了原来的中部非洲关税和经济联盟。中部非洲经济与货币共同体的宗旨是建立日趋紧密的联盟，加强成员国在人力及自然资源方面的合作；协调各成员国的政策法规，促进中部非洲经济一体化；通过多边监测机制以保证各成员国经济政策协调一致；消除贸易壁垒，促进成员国共同发展。中部非洲经济与货币共同体的成员国共有6个：赤道几内亚、刚果（布）、加蓬、喀麦隆、乍得、中非共和国。

## 成员国
- 喀麦隆
- 中非
- 刚果共和国
- 赤道几内亚
- 加彭

## 组织机构
中部非洲经济与货币共同体的总部为共同体委员会（前身为执行秘书处），设在中非首都班吉。中部非洲经济与货币共同体由四部分组成：
- （1）中部非洲经济联盟：负责协调成员国经济政策、预算政策、行业发展政策，逐渐建立次区域共同市场。
- （2）中部非洲货币联盟：负责制定共同体货币政策、发行货币。下设中部非洲国家银行（BEAC）、中部非洲银行委员会（COBAC）、证券交易所、中部非洲反洗钱行动小组等机构，都设在喀麦隆首都雅温得。
- （3）共同体议会：尚未成立，暂由各成员国立法机构各推选5位议员组成的议会间委员会代行职权，负责对共同体决策机构开展民主监督。总部设在赤道几内亚首都马拉博。
- （4）共同体法院：由13位法官组成，分为两个院：司法院、审计院。负责共同体各个决策机构的预算执行情况的司法监督。设在乍得首都恩贾梅纳[1][2]。

中部非洲经济与货币共同体的机构运作方式是：
- （1）首脑会议：由成员国国家元首组成，是中部非洲经济与货币共同体的决策机构，每年召开1次例会，必要时可随时召开特别首脑会议，主席由各成员国国家元首轮流担任。
- （2）部长理事会：中部非洲经济联盟的领导机构，由成员国负责财政和经济的部长组成，每年召开2次例会，由轮值主席国相关部长任主席。
- （3）部长委员会：中部非洲货币联盟的领导机构，负责审查成员国经济政策、协调共同体货币政策，由各国负责财政的部长和另外一名相关部长组成；会议主席按照成员国首字母顺序由各国负责财政的部长轮流担任。
- （4）共同体委员会：部长理事会和部长委员会报告人，其前身是执行秘书处。共同体委员会主席对外代表共同体[1][2]。

中部非洲经济与货币共同体还设有其他专门机构：中部非洲国家银行、中部非洲国家开发银行、海关国际学校、实用统计次地区研究院、项目规划和评估跨行业次地区研究院、畜牧和水产经济委员会等。
中部非洲国家银行是中部非洲经济与货币共同体的中央银行，总部设在喀麦隆首都雅温得，发行中非金融合作法郎。

## 主要活动
截至2016年，中部非洲经济与货币共同体已召开12次峰会：
- 1999年6月马拉博峰会
- 2000年2月恩贾梅纳峰会
- 2001年12月雅温得峰会
- 2003年1月利伯维尔峰会
- 2004年1月布拉柴维尔峰会
- 2005年2月利伯维尔峰会
- 2006年3月巴塔峰会
- 2007年4月恩贾梅纳峰会
- 2008年6月雅温得峰会
- 2010年1月班吉峰会
- 2012年7月布拉柴维尔峰会
- 2015年5月利伯维尔峰会